# Aeroportul Lonorore
Aeroportul Lonorore (IATA: LNE, ICAO: NVSO) este un aeroport din Penama⁠(d), Vanuatu.
Situat la o altitudine de 13 m, aeroportul dispune de o singură pistă.